# Cineteca Italiana

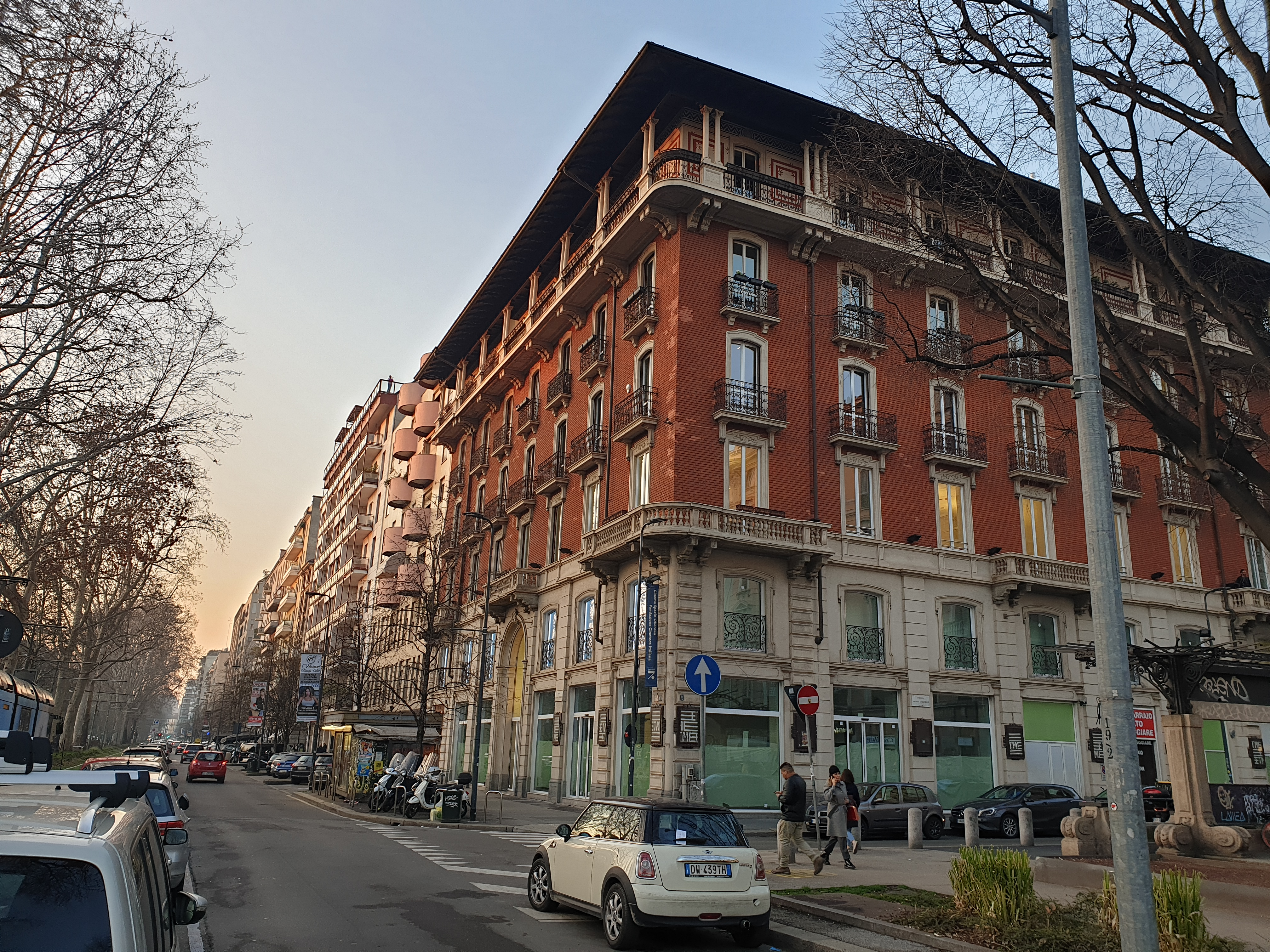
Sede

La Cineteca Italiana è un'istituzione archivistica privata che ha sede a Milano.
Costituita nel 1947 e divenuta fondazione nel 1996, la Cineteca Italiana custodisce oltre 20.000 film e più di 100.000 fotografie della storia del cinema italiano e internazionale.
Particolarmente importante è la sezione di film in nitrato; la Federazione internazionale degli archivi filmografici (FIAF) ha definito la Cineteca Italiana uno dei più importanti archivi di film muti d'Europa. La Cineteca è attiva nel restauro delle pellicole, che vengono presentate nelle principali manifestazioni cinematografiche internazionali, e nelle sale di proiezione della Cineteca.
La Cineteca gestisce il museo, aperto nel 1985 presso palazzo Dugnani, dedicato al cinema delle origini, successivamente trasferito, nel 2012, nella ex Manifattura Tabacchi, dove è stato ulteriormente ampliato, insieme agli uffici, in collaborazione con la regione Lombardia. Nello stesso stabile sono presenti la Civica scuola di cinema "Luchino Visconti", e la sede lombarda del Centro sperimentale di cinematografia.
Tra gli altri patrimoni della Cineteca c'è un'ingente raccolta di sceneggiature originali e un corpus di 15.000 manifesti del cinema muto e sonoro, oltreché svariati proiettori e cimeli cinematografici. Dal 1997 la Cineteca cura una collana editoriale dedicata alla storia del cinema, i Quaderni Fondazione Cineteca Italiana.